# What a Nightmare, Charlie Brown
What a Nightmare, Charlie Brown (no Brasil: O pesadelo de Snoopy [Maga-SP] ou Que pesadelo, Charlie Brown [VTI-Rio]) é o décimo-sétimo especial de TV baseado na tira Peanuts, de Charles M. Schulz, exibido pela primeira vez na CBS em 23 de fevereiro de 1978. No Brasil foi exibido pelo SBT na década de 80 (com dublagem da Maga) e pela Record entre 2007 e 2008 (com dublagem da VTI), além de ter sido lançado em VHS (também na década de 80 e com dublagem da Maga).
Este desenho é o mais incomum de todos os desenhos animados de Peanuts, pois os únicos personagens presentes são Charlie Brown e Snoopy. Seu enredo lembra o livro The Call of the Wild, de Jack London.

## Sinopse
Num dia de inverno, Charlie Brown pede para Snoopy brincar com ele de puxar um pequeno trenó, mas ele não consegue e Charlie Brown faz uma demonstração, porém Snoopy o faz correr deixando Charlie Brown muito cansado. Em casa Snoopy faz pizzas e milk-shake, mas como comeu demais, teve uma indigestão seguida de um terrível pesadelo, onde ele ele está numa região polar, é obrigado a puxar um trenó e é constantemente maltratado pelo condutor do trenó (que só aparece como uma sombra e possui uma voz feita com trombone, semelhante à da professora de Charlie Brown) e pelos huskies que o puxam, sendo até mesmo lhe negado água e comida. Depois de um certo tempo Snoopy se cansa dos maus-tratos que recebe e se revolta contra os demais cães, chegando a desafiar o cão líder da matilha e ganha a luta. E ao passarem por um trecho de gelo fino este se quebra e o trenó, o condutor e os huskies se afundam, enquanto Snoopy se agarra no bloco de gelo, quando acorda e cai de sua casinha, aliviado por ter sido somente um pesadelo. Snoopy vai até Charlie Brown e lhe conta, gesticulando, sobre o pesadelo que teve, e Charlie Brown, compadecido, permite que Snoopy durma com ele.

## Dubladores

### EUA
- Liam Martin - Charlie Brown
- Bill Melendez - Snoopy

### Brasil
- Marcelo Gastaldi - Charlie Brown (Maga)
- José Leonardo - Charlie Brown (VTI)